# السوادية نبهان
السوادية نبهان قرية سورية تتبع ناحية دركوش في منطقة جسر الشغور في محافظة إدلب. بلغ عدد سكانها 995 نسمة في عام 2004 حسب إحصاء المكتب المركزي للإحصاء.